# Witchfynde
Witchfynde ist eine NWoBHM-Band. Sie wurde 1976 in Mansfield, England gegründet und spielt Heavy Metal mit okkulten Texten in der Tradition von Black Sabbath und Black Widow.

## Geschichte
1979 erhielt Witchfynde einen Vertrag bei der Plattenfirma Rondelet Records, die zu dieser Zeit vor allem ein Punk-Label war. Dort wurde die erste Single Give ’Em Hell / Gettin’ Heavy veröffentlicht.
1980 erschien die LP Give ’Em Hell. Sie enthält mit dem Song Unto the Ages of the Ages einen epischen, neunminütigen Song. Der Rest des Albums ist im schnelleren Bereich anzusiedeln. Nach der Veröffentlichung des Albums ging Witchfynde auf Tour. Sie spielte im Vorprogramm von Def Leppard. Noch im gleichen Jahr veröffentlichte sie das zweite Album Stagefright, auf dem zum ersten Mal Pete „Thud“ Surgey Bass spielte. Im Vergleich zum Debüt hatte die Musik etwas an Härte verloren. Aus dem Album wurde die Single In the Stars / Wake Up Screaming ausgekoppelt.
1981 traten Witchfynde in der bekannten Friday Rock Show der BBC auf. Der Song Belfast wurde auf der Kompilation dieser Show veröffentlicht. Zum ersten Mal war hier am Gesang Luther Beltz zu hören.
Rondelet Records unterstützten die Band wenig, insbesondere die teuren Liveshows konnte die kleine Plattenfirma nicht finanzieren. Zwei Jahre brauchte die Band um sich aus dem Vertrag zu lösen. Während dieser Zeit wurde es still um Witchfynde.
1983 erschien das Album Cloak and Dagger, welches musikalisch wieder härter klang. Gewechselt hatte die Band zu der noch jungen Plattenfirma Expulsion Ltd. Der Vertrieb des Albums erfolgte in Europa über Roadrunner Records. Als Single wurde I’d Rather Go Wild veröffentlicht. Der Song erschien auch auf der Kompilation Metal Battle, veröffentlicht von der legendären Plattenfirma Neat Records.
Auch mit Expulsion hatten Witchfynde kein Glück. Der Vertrag wurde 1984 gelöst. Das belgische Label Mausoleum Records veröffentlichte kurz darauf das letzte Album Lords of Sin. Die ersten 10.000 Kopien wurden mit einer Live-12″ namens Anthems veröffentlicht. Das geplante Plattencover konnte nicht realisiert werden. Die Band wollte die Fotos dafür im London Dungeon aufnehmen. Sänger Luther Beltz sollte mit nackten Männern und Frauen posieren. Als die zuständige Stelle dies erfuhr, wurden die Fotoaufnahmen abgesagt.
Kurz nach Veröffentlichung des Albums und der dazugehörigen Single Conspiracy löste sich die Band auf. Lars Ulrich veröffentlichte später noch das Lied Leaving Nadir auf dem von ihm zusammengestellten Sampler N.W.O.B.H.M. 79 Revisited.
CD-Versionen der Alben Give ‘em Hell und Stagefright erschienen 1992. Lords of Sin wurde 1994 veröffentlicht. 1996 erschien ein Best-Of-Album.

### Reunion
1999 fand die Band in der Besetzung Montalo (Gitarre), Gra Scoresby (Schlagzeug) und Pete Surgey (Bass) wieder zusammen. Als neuer Sänger kam Harry Harrison in die Gruppe. Im Jahr 2001 veröffentlichten sie ihr Reunionalbum The Witching Hour. Das Album enthielt auch alte Stücke, eingespielt mit der neuen Besetzung.
Die Band spielte 2004 auf dem schwedischen Motala Metal Festival VIII und dem deutschen Festival Keep It True.
Unter dem gleichen Bandnamen mit veränderter Schreibweise (Wytchfynde) veröffentlichte der zweite Sänger Luther Beltz 2001 das Album The Awakening.

## Diskografie

### Singles
- 1979: Give ’Em Hell / Gettin’ Heavy (Rondelet Records)
- 1980: In the Stars / Wake Up Screaming (Rondelet Music & Records)
- 1983: I’d Rather Go Wild / Cry Wolf (Expulsion Ltd.)
- 1984: Conspiracy / Scarlet Lady (Mausoleum Records)

### Alben
- 1980: Give ’Em Hell (Rondelet Records)
- 1980: Stagefright (Rondelet Music & Records)
- 1983: Cloak and Dagger (Expulsion Ltd.)
- 1984: Lords of Sin (Mausoleum Records)
- 2001: The Witching Hour (Neat Records)
- 2008: Play It to Death (Neat Records)

### Sonstiges
- 1984: Anthems (Bonus-12″ zu Lords of Sin; Mausoleum Records)
- 1996: The Best of Witchfynde (British Steel)